# Eisschnelllauf-Einzelstreckenweltmeisterschaften 2007

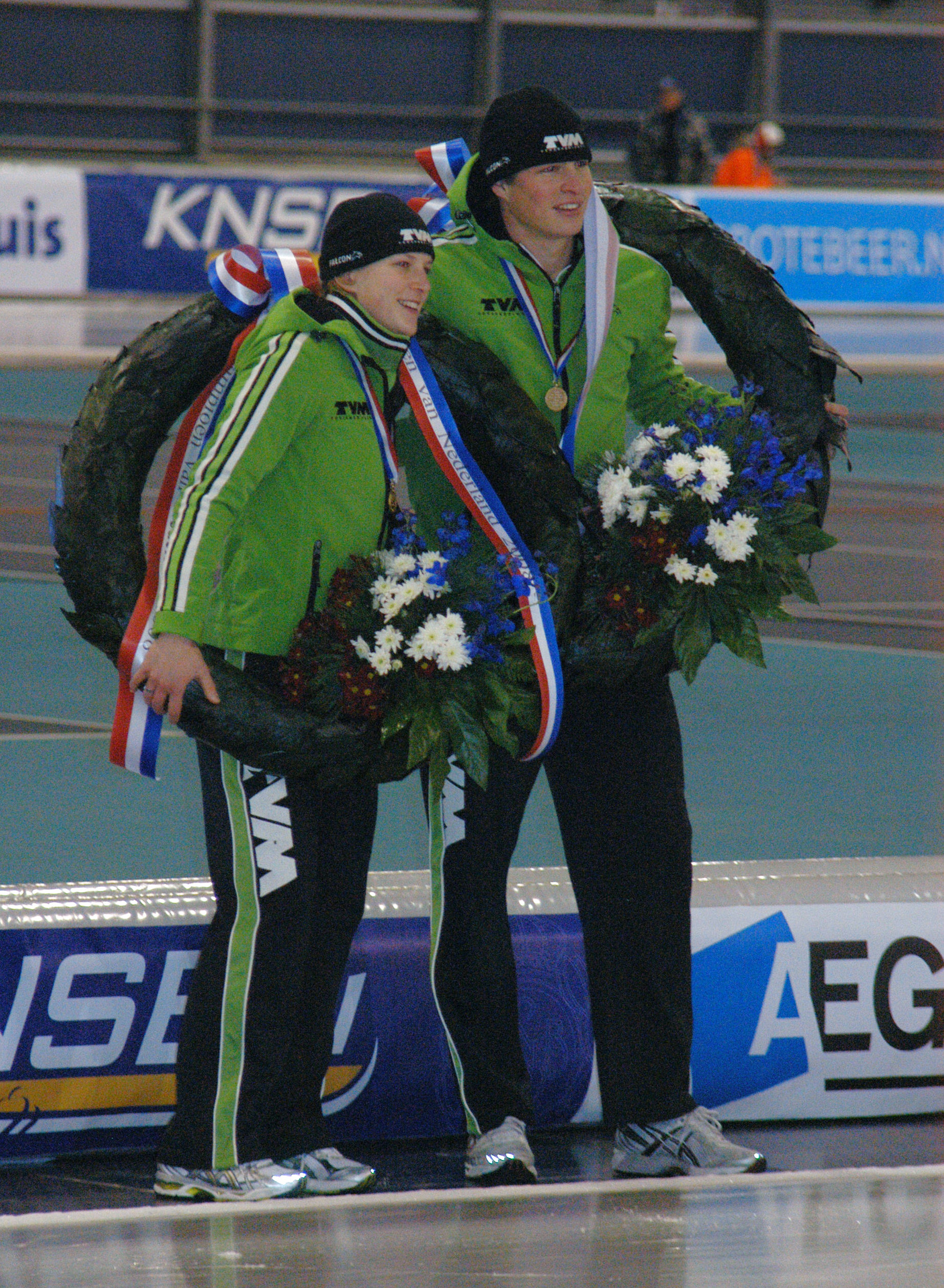
Ireen Wüst (li.) und Sven Kramer – die beiden erfolgreichsten Sportler der Einzelstrecken-WM

Die 10. Einzelstreckenweltmeisterschaften wurden vom 8. bis 11. März 2007 im Utah Olympic Oval im US-amerikanischen Salt Lake City ausgetragen.

## Teilnehmende Nationen
- 134 Sportler aus 19 Nationen nahmen an der Meisterschaft teil

| Teilnehmende Nationen                               | Teilnehmende Nationen           | Teilnehmende Nationen                 | Teilnehmende Nationen               | Teilnehmende Nationen                 |
| --------------------------------------------------- | ------------------------------- | ------------------------------------- | ----------------------------------- | ------------------------------------- |
| Volksrepublik China Deutschland Finnland Frankreich | Italien Japan Kanada Kasachstan | Niederlande Norwegen Österreich Polen | Rumänien Russland Schweden Südkorea | Tschechien Vereinigte Staaten Belarus |

## Sieger
- Zeigt die drei Medaillenplätze der einzelnen Distanzen

### Frauen
| Distanz                   | Gold                                                   | Silber                                                       | Bronze                                                            |
| ------------------------- | ------------------------------------------------------ | ------------------------------------------------------------ | ----------------------------------------------------------------- |
| 2 × 500 Meter             | Jenny Wolf                                             | Wang Beixing                                                 | Sayuri Ōsuga                                                      |
| 1.000 Meter               | Ireen Wüst                                             | Anni Friesinger                                              | Christine Nesbitt                                                 |
| 1.500 Meter               | Ireen Wüst                                             | Cindy Klassen                                                | Kristina Groves                                                   |
| 3.000 Meter               | Martina Sáblíková                                      | Renate Groenewold                                            | Cindy Klassen                                                     |
| 5.000 Meter               | Martina Sáblíková                                      | Claudia Pechstein                                            | Kristina Groves                                                   |
| Teamwettbewerb (6 Runden) | KanadaKristina Groves Christine Nesbitt Shannon Rempel | NiederlandeIreen Wüst Renate Groenewold Paulien van Deutekom | DeutschlandClaudia Pechstein Daniela Anschütz-Thoms Lucille Opitz |

### Männer
| Distanz                   | Gold                                                  | Silber                                               | Bronze                                             |
| ------------------------- | ----------------------------------------------------- | ---------------------------------------------------- | -------------------------------------------------- |
| 2 × 500 Meter             | Lee Kang-seok                                         | Yuya Oikawa                                          | Tucker Fredricks                                   |
| 1.000 Meter               | Shani Davis                                           | Denny Morrison                                       | Lee Kyu-hyeok                                      |
| 1.500 Meter               | Shani Davis                                           | Erben Wennemars                                      | Denny Morrison                                     |
| 5.000 Meter               | Sven Kramer                                           | Enrico Fabris                                        | Carl Verheijen                                     |
| 10.000 Meter              | Sven Kramer                                           | Carl Verheijen                                       | Brigt Rykkje                                       |
| Teamwettbewerb (8 Runden) | NiederlandeSven Kramer Carl Verheijen Erben Wennemars | KanadaArne Dankers Denny Morrison Justin Warsylewicz | RusslandJewgeni Lalenkow Alexei Junin Iwan Skobrew |

## Wettbewerbe

### Frauen

#### 2 × 500 Meter
- Die Zeiten beider 500 m Läufe in Sekunden, werden addiert und ergeben die Gesamtpunktzahl

| Platz | Name              | Land                | 1. Lauf 500 Meter | 2. Lauf 500 Meter | Gesamt- punkte |
| ----- | ----------------- | ------------------- | ----------------- | ----------------- | -------------- |
| 1     | Jenny Wolf        | Deutschland         | 37,38 (2)         | 37,04 (1) (CR)    | 74,42 (WR)     |
| 2     | Wang Beixing      | Volksrepublik China | 37,24 (1)         | 37,29 (2)         | 74,53          |
| 3     | Sayuri Ōsuga      | Japan               | 37,69 (3)         | 37,51 (3)         | 75,20          |
| 4     | Lee Sang-hwa      | Südkorea            | 37,81 (4) (JWR)   | 38,02 (8)         | 75,83 (JWR)    |
| 5     | Tomomi Okazaki    | Japan               | 38,04 (6)         | 37,89 (5)         | 75,93          |
| 6     | Shihomi Shin’ya   | Japan               | 37,98 (5)         | 38,03 (9)         | 76,01          |
| 7     | Annette Gerritsen | Niederlande         | 38,11 (7)         | 37,97 (6)         | 76,08          |
| 8     | Swetlana Kaikan   | Russland            | 38,12 (8)         | 38,1 (11)         | 76,22          |
| 9     | Xing Aihua        | Volksrepublik China | 38,55 (15)        | 37,76 (4)         | 76,31          |
| 10    | Margot Boer       | Niederlande         | 38,38 (11)        | 37,99 (7)         | 76,37          |
|       |                   |                     |                   |                   |                |
| 14    | Judith Hesse      | Deutschland         | 38,38 (11)        | 38,34 (14)        | 76,72          |
| 15    | Pamela Zoellner   | Deutschland         | 38,50 (14)        | 38,46 (15)        | 76,96          |

CR – Competition record (Wettkampfrekorde)

#### 1.000 Meter
| Platz | Name              | Land                | Zeit         |  |
| ----- | ----------------- | ------------------- | ------------ |  |
| 1     | Ireen Wüst        | Niederlande         | 1:13,83 (CR) |  |
| 2     | Anni Friesinger   | Deutschland         | 1:14,26      |  |
| 3     | Christine Nesbitt | Kanada              | 1:14,44      |  |
| 4     | Chiara Simionato  | Italien             | 1:14,53      |  |
| 5     | Wang Fei          | Volksrepublik China | 1:14,96      |  |
| 6     | Kristina Groves   | Kanada              | 1:15,19      |  |
| 7     | Margot Boer       | Niederlande         | 1:15,20      |  |
| 8     | Annette Gerritsen | Niederlande         | 1:15,27      |  |
| 9     | Shannon Rempel    | Kanada              | 1:15,36      |  |
| 10    | Shihomi Shin’ya   | Japan               | 1:15,51      |  |
|       |                   |                     |              |  |
| 13    | Judith Hesse      | Deutschland         | 1:15,91      |  |
| 18    | Pamela Zoellner   | Deutschland         | 1:16,08      |  |

CR – Competition record (Wettkampfrekorde)

#### 1.500 Meter
| Platz | Name                 | Land                | Zeit         |  |
| ----- | -------------------- | ------------------- | ------------ |  |
| 1     | Ireen Wüst           | Niederlande         | 1:52,71 (CR) |  |
| 2     | Cindy Klassen        | Kanada              | 1:53,40      |  |
| 3     | Kristina Groves      | Kanada              | 1:54,39      |  |
| 4     | Maki Tabata          | Japan               | 1:54,97      |  |
| 5     | Paulien van Deutekom | Niederlande         | 1:55,47      |  |
| 6     | Christine Nesbitt    | Kanada              | 1:55,79      |  |
| 7     | Marja Vis            | Niederlande         | 1:56,28      |  |
| 8     | Chiara Simionato     | Italien             | 1:56,42      |  |
| 9     | Wang Fei             | Volksrepublik China | 1:56,85      |  |
| 10    | Lee Ju-yeon          | Südkorea            | 1:57,58      |  |
|       |                      |                     |              |  |
| 11    | Lucille Opitz        | Deutschland         | 1:58,21      |  |
| 18    | Anna Rokita          | Österreich          | 2:01,53      |  |

CR – Competition record (Wettkampfrekorde)

#### 3.000 Meter
| Platz | Name                   | Land        | Zeit         |  |
| ----- | ---------------------- | ----------- | ------------ |  |
| 1     | Martina Sáblíková      | Tschechien  | 3:58,09 (CR) |  |
| 2     | Renate Groenewold      | Niederlande | 3:58,41      |  |
| 3     | Cindy Klassen          | Kanada      | 3:58,50      |  |
| 4     | Claudia Pechstein      | Deutschland | 3:59,11      |  |
| 5     | Ireen Wüst             | Niederlande | 3:59,74      |  |
| 6     | Paulien van Deutekom   | Niederlande | 4:00,50      |  |
| 7     | Daniela Anschütz-Thoms | Deutschland | 4:00,66      |  |
| 8     | Kristina Groves        | Kanada      | 4:01,92      |  |
| 9     | Maki Tabata            | Japan       | 4:02,53      |  |
| 10    | Maren Haugli           | Norwegen    | 4:03,33      |  |
|       |                        |             |              |  |
| 18    | Anna Rokita            | Österreich  | 4:11,14      |  |

CR – Competition record (Wettkampfrekorde)

#### 5.000 Meter
| Platz | Name                   | Land               | Zeit         |  |
| ----- | ---------------------- | ------------------ | ------------ |  |
| 1     | Martina Sáblíková      | Tschechien         | 6:45,61 (CR) |  |
| 2     | Claudia Pechstein      | Deutschland        | 6:50,79      |  |
| 3     | Kristina Groves        | Kanada             | 6:58,41      |  |
| 4     | Daniela Anschütz-Thoms | Deutschland        | 6:59,05      |  |
| 5     | Maren Haugli           | Norwegen           | 6:59,77      |  |
| 6     | Marja Vis              | Niederlande        | 7:02,51      |  |
| 7     | Maki Tabata            | Japan              | 7:04,37      |  |
| 8     | Gretha Smit            | Niederlande        | 7:05,40      |  |
| 9     | Catherine Raney        | Vereinigte Staaten | 7:05,62      |  |
| 10    | Swetlana Vysokowa      | Russland           | 7:07,08      |  |
|       |                        |                    |              |  |
| 15    | Katrin Mattscherodt    | Deutschland        | 7:11,63      |  |

CR – Competition record (Wettkampfrekorde)

#### Teamwettbewerb
- Der Teamwettbewerb geht über sechs Runden (nur Innenbahn, ca. 2.310 m)

| Platz | Name                                                      | Land               | Zeit         |
| ----- | --------------------------------------------------------- | ------------------ | ------------ |
| 1     | Kristina Groves Christine Nesbitt Shannon Rempel          | Kanada             | 2:58,15 (CR) |
| 2     | Ireen Wüst Renate Groenewold Paulien van Deutekom         | Niederlande        | 2:59,18      |
| 3     | Claudia Pechstein Daniela Anschütz-Thoms Lucille Opitz    | Deutschland        | 2:59,38      |
| 4     | Jekaterina Abramowa Galina Lichatschowa Swetlana Vysokowa | Russland           | 3:00,77      |
| 5     | Maria Lamb Anna Ringsred Mia Manganello                   | Vereinigte Staaten | 3:06,28      |
| 6     | Hiromi Ōtsu Eriko Ishino Masako Hozumi                    | Japan              | 3:07,44      |
| 7     | Katarzyna Wójcicka Luiza Złotkowska Karolina Ksyt         | Polen              | 3:10,40      |

CR – Competition record (Wettkampfrekorde)

### Männer

#### 2 × 500 Meter
- Die Zeiten beider 500 m Läufe in Sekunden, werden addiert und ergeben die Gesamtpunktzahl

| Platz | Name             | Land               | 1. Lauf 500 Meter | 2. Lauf 500 Meter  | Gesamt- punkte |
| ----- | ---------------- | ------------------ | ----------------- | ------------------ | -------------- |
| 1     | Lee Kang-seok    | Südkorea           | 34,44 (2)         | 34,25 (1) (CR) (1) | 74,42 (CR)     |
| 2     | Yūya Oikawa      | Japan              | 34,45 (3)         | 34,57 (6)          | 69,02          |
| 3     | Tucker Fredricks | Vereinigte Staaten | 34,48 (5)         | 34,55 (3)          | 69,03*         |
| 4     | Lee Kyu-hyeok    | Südkorea           | 34,47 (4)         | 34,56 (5)          | 69,03*         |
| 5     | Dmitri Lobkow    | Russland           | 34,43 (1)         | 34,61 (7)          | 69,04          |
| 6     | Jōji Katō        | Japan              | 34,69 (8)         | 34,55 (3)          | 69,24          |
| 7     | Mun Jun          | Südkorea           | 34,66 (7)         | 34,70 (11)         | 69,36          |
| 8     | Pekka Koskela    | Finnland           | 34,63 (6)         | 34,75 (12)         | 69,38          |
| 9     | Mike Ireland     | Kanada             | 34,92 (15)        | 34,48 (2)          | 69,40          |
| 10    | Mika Poutala     | Finnland           | 34,76 (12)        | 34,65 (8)          | 69,41          |
|       |                  |                    |                   |                    |                |
| 24    | Anton Hahn       | Deutschland        | 35,64 (24)        | 35,47 (22)         | 71,11          |

* Bei Punktegleichstand ist die Zeit des zweiten Laufes entscheidend

CR – Competition record (Wettkampfrekorde)

#### 1.000 Meter
| Platz | Name            | Land               | Zeit         |  |
| ----- | --------------- | ------------------ | ------------ |  |
| 1     | Shani Davis     | Vereinigte Staaten | 1:07,28 (CR) |  |
| 2     | Denny Morrison  | Kanada             | 1:07,30      |  |
| 3     | Lee Kyu-hyeok   | Südkorea           | 1:07,51      |  |
| 4     | Erben Wennemars | Niederlande        | 1:07,57      |  |
| 5     | Mun Jun         | Südkorea           | 1:07,61      |  |
| 6     | Pekka Koskela   | Finnland           | 1:08,04      |  |
| 7     | Kip Carpenter   | Vereinigte Staaten | 1:08,36      |  |
| 8     | Beorn Nijenhuis | Niederlande        | 1:08,49      |  |
| 9     | Alexei Proschin | Russland           | 1:08,56      |  |
| 10    | Dmitri Lobkow   | Russland           | 1:08,60      |  |
|       |                 |                    |              |  |
| 17    | Samuel Schwarz  | Deutschland        | 1:09,08      |  |

CR – Competition record (Wettkampfrekorde)

#### 1.500 Meter
| Platz | Name                     | Land               | Zeit         |  |
| ----- | ------------------------ | ------------------ | ------------ |  |
| 1     | Shani Davis              | Vereinigte Staaten | 1:42,39 (CR) |  |
| 2     | Erben Wennemars          | Niederlande        | 1:42,80      |  |
| 3     | Denny Morrison           | Kanada             | 1:42,88      |  |
| 4     | Mun Jun                  | Südkorea           | 1:43,87      |  |
| 5     | Steven Elm               | Kanada             | 1:44,74      |  |
| 6     | Håvard Bøkko             | Norwegen           | 1:44,85      |  |
| 7     | François-Olivier Roberge | Kanada             | 1:45,04      |  |
| 8     | Simon Kuipers            | Niederlande        | 1:45,05      |  |
| 9     | Even Wetten              | Norwegen           | 1:45,19      |  |
| 10    | Risto Rosendahl          | Finnland           | 1:45,46      |  |
|       |                          |                    |              |  |
| 13    | Stefan Heythausen        | Deutschland        | 1:45,92      |  |
| 14    | Samuel Schwarz           | Deutschland        | 1:46,24      |  |

CR – Competition record (Wettkampfrekorde)

#### 5.000 Meter
| Platz | Name               | Land               | Zeit         |  |
| ----- | ------------------ | ------------------ | ------------ |  |
| 1     | Sven Kramer        | Niederlande        | 6:10,70 (CR) |  |
| 2     | Enrico Fabris      | Italien            | 6:12,53      |  |
| 3     | Carl Verheijen     | Niederlande        | 6:15,21      |  |
| 4     | Arne Dankers       | Kanada             | 6:15,39      |  |
| 5     | Iwan Skobrew       | Russland           | 6:17,36      |  |
| 6     | Håvard Bøkko       | Norwegen           | 6:18,10      |  |
| 7     | Wouter Olde Heuvel | Niederlande        | 6:19,09      |  |
| 8     | Justin Warsylewicz | Kanada             | 6:21,61      |  |
| 9     | Øystein Grødum     | Norwegen           | 6:22,66      |  |
| 10    | Shani Davis        | Vereinigte Staaten | 6:23,05      |  |
|       |                    |                    |              |  |
| 12    | Robert Lehmann     | Deutschland        | 6:25,98      |  |
| 16    | Marco Weber        | Deutschland        | 6:30,18      |  |
| 23    | Tobias Schneider   | Deutschland        | 6:47,36      |  |

CR – Competition record (Wettkampfrekorde)

#### 10.000 Meter
| Platz | Name           | Land               | Zeit          |
| ----- | -------------- | ------------------ | ------------- |
| 1     | Sven Kramer    | Niederlande        | 12:41,69 (WR) |
| 2     | Carl Verheijen | Niederlande        | 13:00,46      |
| 3     | Brigt Rykkje   | Niederlande        | 13:06,03      |
| 4     | Arne Dankers   | Kanada             | 13:11,25      |
| 5     | Håvard Bøkko   | Norwegen           | 13:17,50      |
| 6     | Johan Röjler   | Schweden           | 13:18,89      |
| 7     | Chad Hedrick   | Vereinigte Staaten | 13:20,69      |
| 8     | Marco Weber    | Deutschland        | 13:21,83      |
| 9     | Robert Lehmann | Deutschland        | 13:22,33      |
| 10    | Øystein Grødum | Norwegen           | 13:22,84      |

CR – Competition record (Wettkampfrekorde)

#### Teamwettbewerb
- Der Teamwettbewerb geht über acht Runden (nur Innenbahn, ca. 3.080 m)

| Platz | Name                                                  | Land               | Zeit         |
| ----- | ----------------------------------------------------- | ------------------ | ------------ |
| 1     | Sven Kramer Carl Verheijen Erben Wennemars            | Niederlande        | 3:37,80 (WR) |
| 2     | Arne Dankers Denny Morrison Justin Warsylewicz        | Kanada             | 3:38,31      |
| 3     | Jewgeni Lalenkow Alexei Junin Iwan Skobrew            | Russland           | 3:41,23      |
| 4     | Shingo Doi Hiroki Hirako Teruhiro Sugimori            | Japan              | 3:46,60      |
| 5     | Stefan Heythausen Robert Lehmann Tobias Schneider     | Deutschland        | 3:46,74      |
| 6     | Joel Eriksson Daniel Friberg Johan Röjler             | Schweden           | 3:48,96      |
| 7     | Sławomir Chmura Konrad Niedźwiedzki Maciej Ustynowicz | Polen              | 3:56,18      |
| 8     | Chad Hedrick Charles Leveille Trevor Marsicano        | Vereinigte Staaten | DNF          |

CR – Competition record (Wettkampfrekorde)

## Gesamt
Die Medaillen im Teamwettbewerb fließen als einzelne Medaille in die Nationenwertung und in die Rangliste als eine Medaille je Starter ein
- Platz: Gibt die Reihenfolge der Athleten wieder. Diese wird durch die Anzahl der Goldmedaillen bestimmt. Bei gleicher Anzahl werden die Silbermedaillen verglichen, danach die Bronzemedaillen
- Name: Nennt den Namen des Athleten
- Land: Nennt das Land, für das der Athlet startete
- Gold: Nennt die Anzahl der gewonnenen Goldmedaillen
- Silber: Nennt die Anzahl der gewonnenen Silbermedaillen
- Bronze: Nennt die Anzahl der gewonnenen Bronzemedaillen
- Gesamt: Nennt die Anzahl aller gewonnenen Medaillen

### Top Ten
- Die Top Ten zeigt die Zehn erfolgreichsten Sportler (Frauen/Männer)

| Platz | Name              | Land               | Gold | Silber | Bronze | Gesamt |
| ----- | ----------------- | ------------------ | ---- | ------ | ------ | ------ |
| 1.    | Sven Kramer       | Niederlande        | 3    | 0      | 0      | 3      |
| 2.    | Ireen Wüst        | Niederlande        | 2    | 1      | 0      | 3      |
| 3.    | Martina Sáblíková | Tschechien         | 2    | 0      | 0      | 2      |
| 3.    | Shani Davis       | Vereinigte Staaten | 2    | 0      | 0      | 2      |
| 5.    | Carl Verheijen    | Niederlande        | 1    | 1      | 1      | 3      |
| 6.    | Erben Wennemars   | Niederlande        | 1    | 1      | 0      | 2      |
| 7.    | Kristina Groves   | Kanada             | 1    | 0      | 2      | 3      |
| 8.    | Christine Nesbitt | Kanada             | 1    | 0      | 1      | 2      |
| 8.    | Lee Kyu-hyeok     | Südkorea           | 1    | 0      | 1      | 2      |
| 10.   | Jenny Wolf        | Deutschland        | 1    | 0      | 0      | 1      |
| 10.   | Shannon Rempel    | Kanada             | 1    | 0      | 0      | 1      |

### Nationenwertung
- Die Nationenwertung zeigt die erfolgreichsten Nationen (Frauen/Männer)

| Platz | Land                | Gold | Silber | Bronze | Gesamt |
| ----- | ------------------- | ---- | ------ | ------ | ------ |
| 1.    | Niederlande         | 5    | 4      | 2      | 11     |
| 2.    | Vereinigte Staaten  | 2    | 0      | 1      | 3      |
| 3.    | Tschechien          | 2    | 0      | 0      | 2      |
| 4.    | Kanada              | 1    | 3      | 5      | 9      |
| 5.    | Deutschland         | 1    | 2      | 1      | 4      |
| 6.    | Südkorea            | 1    | 0      | 1      | 2      |
| 7.    | Japan               | 0    | 1      | 1      | 2      |
| 8.    | Volksrepublik China | 0    | 1      | 0      | 1      |
| 8.    | Italien             | 0    | 1      | 0      | 1      |
| 10.   | Russland            | 0    | 0      | 1      | 1      |

### Frauen

#### Rangliste
- Die Rangliste zeigt die erfolgreichsten Sportlerinnen der Einzelstrecken-WM

| Platz | Name                   | Land                | Gold | Silber | Bronze | Gesamt |
| ----- | ---------------------- | ------------------- | ---- | ------ | ------ | ------ |
| 1.    | Ireen Wüst             | Niederlande         | 2    | 1      | 0      | 3      |
| 2.    | Martina Sáblíková      | Tschechien          | 2    | 0      | 0      | 2      |
| 3.    | Kristina Groves        | Kanada              | 1    | 0      | 2      | 3      |
| 4.    | Christine Nesbitt      | Kanada              | 1    | 0      | 1      | 2      |
| 5.    | Jenny Wolf             | Deutschland         | 1    | 0      | 0      | 1      |
| 5.    | Shannon Rempel         | Kanada              | 1    | 0      | 0      | 1      |
| 7.    | Renate Groenewold      | Niederlande         | 0    | 2      | 0      | 2      |
| 8.    | Cindy Klassen          | Kanada              | 0    | 1      | 1      | 2      |
| 8.    | Claudia Pechstein      | Deutschland         | 0    | 1      | 1      | 2      |
| 10.   | Anni Friesinger        | Deutschland         | 0    | 1      | 0      | 1      |
| 10.   | Paulien van Deutekom   | Niederlande         | 0    | 1      | 0      | 1      |
| 10.   | Wang Beixing           | Volksrepublik China | 0    | 1      | 0      | 1      |
| 13.   | Daniela Anschütz-Thoms | Deutschland         | 0    | 0      | 1      | 1      |
| 13.   | Lucille Opitz          | Deutschland         | 0    | 0      | 1      | 1      |
| 13.   | Sayuri Ōsuga           | Japan               | 0    | 0      | 1      | 1      |

#### Nationenwertung
- Die Nationenwertung zeigt die erfolgreichste Nationen (Frauen)

| Platz | Land                | Gold | Silber | Bronze | Gesamt |
| ----- | ------------------- | ---- | ------ | ------ | ------ |
| 1.    | Niederlande         | 2    | 2      | 0      | 4      |
| 2.    | Tschechien          | 2    | 0      | 0      | 2      |
| 3.    | Deutschland         | 1    | 2      | 1      | 4      |
| 4.    | Kanada              | 1    | 1      | 4      | 6      |
| 5.    | Volksrepublik China | 0    | 1      | 0      | 1      |
| 6.    | Japan               | 0    | 0      | 1      | 1      |

### Männer

#### Rangliste
- Die Rangliste zeigt die erfolgreichsten Sportler der Einzelstrecken-WM

| Platz | Name               | Land               | Gold | Silber | Bronze | Gesamt |
| ----- | ------------------ | ------------------ | ---- | ------ | ------ | ------ |
| 1.    | Sven Kramer        | Niederlande        | 3    | 0      | 0      | 3      |
| 2.    | Shani Davis        | Vereinigte Staaten | 2    | 0      | 0      | 2      |
| 3.    | Carl Verheijen     | Niederlande        | 1    | 1      | 1      | 3      |
| 4.    | Erben Wennemars    | Niederlande        | 1    | 1      | 0      | 2      |
| 5.    | Lee Kyu-hyeok      | Südkorea           | 1    | 0      | 1      | 2      |
| 6.    | Denny Morrison     | Kanada             | 0    | 2      | 1      | 3      |
| 7.    | Arne Dankers       | Kanada             | 0    | 1      | 0      | 1      |
| 7.    | Enrico Fabris      | Italien            | 0    | 1      | 0      | 1      |
| 7.    | Justin Warsylewicz | Kanada             | 0    | 1      | 0      | 1      |
| 7.    | Yūya Oikawa        | Japan              | 0    | 1      | 0      | 1      |
| 11.   | Alexei Junin       | Russland           | 0    | 0      | 1      | 1      |
| 11.   | Brigt Rykkje       | Niederlande        | 0    | 0      | 1      | 1      |
| 11.   | Iwan Skobrew       | Russland           | 0    | 0      | 1      | 1      |
| 11.   | Jewgeni Lalenkow   | Russland           | 0    | 0      | 1      | 1      |
| 11.   | Tucker Fredricks   | Vereinigte Staaten | 0    | 0      | 1      | 1      |

#### Nationenwertung
- Die Nationenwertung zeigt die erfolgreichste Nationen (Männer)

| Platz | Land               | Gold | Silber | Bronze | Gesamt |
| ----- | ------------------ | ---- | ------ | ------ | ------ |
| 1.    | Niederlande        | 3    | 2      | 2      | 7      |
| 2.    | Vereinigte Staaten | 2    | 0      | 1      | 3      |
| 3.    | Südkorea           | 1    | 0      | 1      | 2      |
| 4.    | Kanada             | 0    | 2      | 1      | 3      |
| 5.    | Italien            | 0    | 1      | 0      | 1      |
| 5.    | Japan              | 0    | 1      | 0      | 1      |
| 7.    | Russland           | 0    | 0      | 1      | 1      |